# Nègrepelisse
Nègrepelisse is een gemeente in het Franse departement Tarn-et-Garonne (regio Occitanie). De plaats maakt deel uit van het arrondissement Montauban. Nègrepelisse telde op 1 januari 2022 5.839 inwoners.

## Geschiedenis

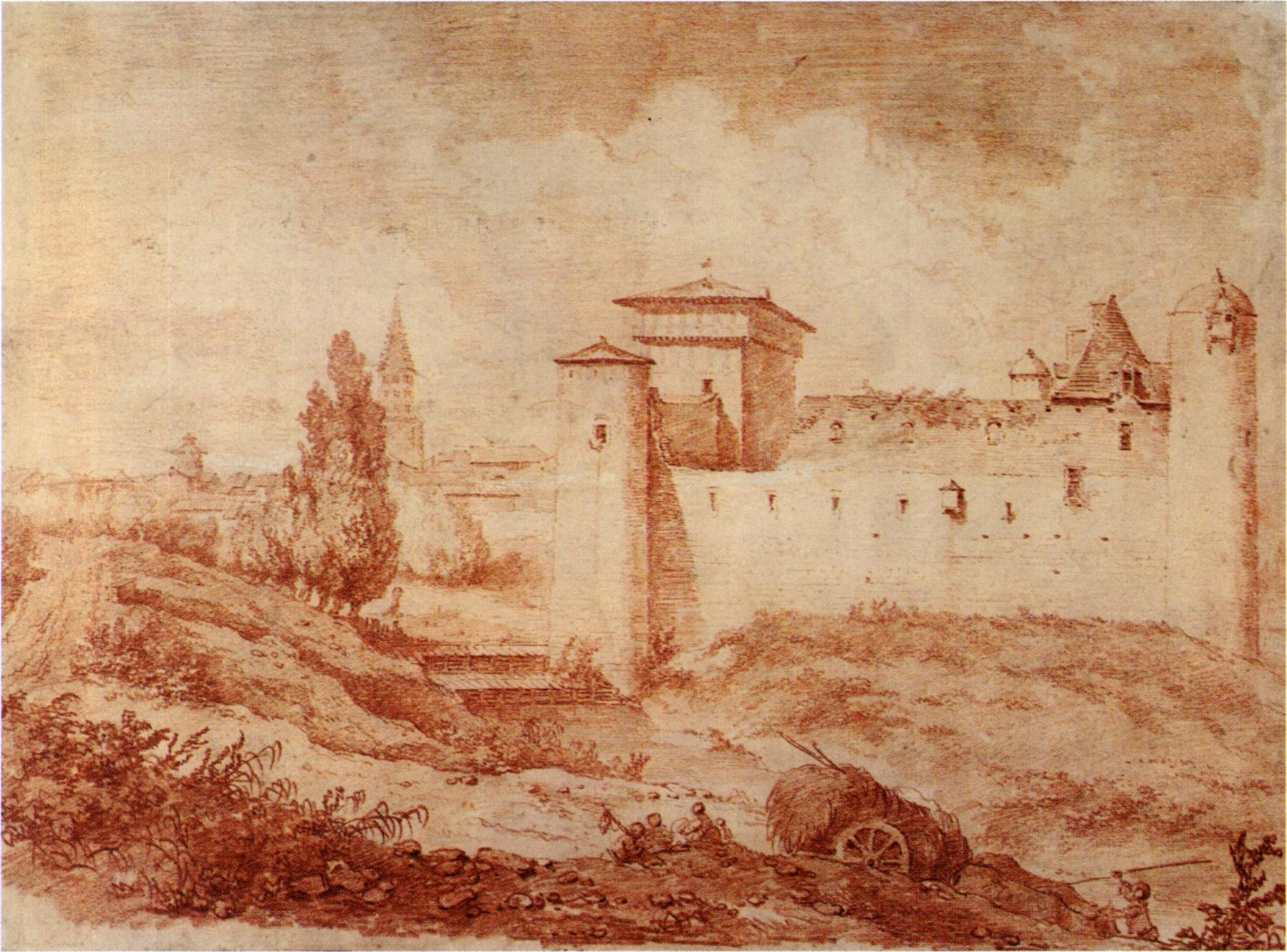
Het kasteel in de 18e eeuw

De plaats werd gesticht rond 1074 op een heuvel boven de Aveyron rond een kasteel. Sieurac, zoals de plaats oorspronkelijk heette, behoorde toe aan de burggraven van Bruniquel. Later kwam de plaats in het bezit van de Abdij Saint-Pierre van Moissac. Vanuit de abdij werd een kerk gewijd aan Sint-Pieter gebouwd in de plaats en de naam veranderde in La Mothe Saint-Pierre. De naam Nègrapelissa werd voor het eerst gebruikt in 1270. In 1273 werd door de Franse koning een bastide gesticht naast het kasteel. Zoals andere bastides had deze een centraal plein (Place Nationale). Om bewoners aan te trekken kregen de inwoners privileges en werd het land rond Nègrepelisse ontbost en ontgonnen.
De heren van Nègrepelisse kregen de titel van graaf. Hendrik de La Tour d'Auvergne en zijn gelijknamige zoon (Turenne) waren graaf van Nègrepelisse. In 1622 werd het kasteel van Nègrepelisse ingenomen door de troepen van koning Lodewijk XIII. Bij de gevechten werd het schip van de kerk Saint-Pierre-Es-Liens vernield. In 1646 werd een protestantse tempel gebouwd maar deze werd gesloopt in 1669 nadat de vrijheden verleend aan de protestanten werden ingetrokken. Er bleef wel een belangrijke protestantse aanwezigheid in de gemeente.
De gemeente kreeg in 1858 een treinstation op de lijn Montauban-Villenouvelle - Lexos. Dit station werd in 1955 weer gesloten.

## Geografie
De oppervlakte van Nègrepelisse bedroeg op 1 januari 2022 49,22 vierkante kilometer; de bevolkingsdichtheid was toen 118,6 inwoners per km². Nègrepelisse ligt aan de monding van de beek Longues-Aygues in de Aveyron. 
De onderstaande kaart toont de ligging van Nègrepelisse met de belangrijkste infrastructuur en aangrenzende gemeenten.

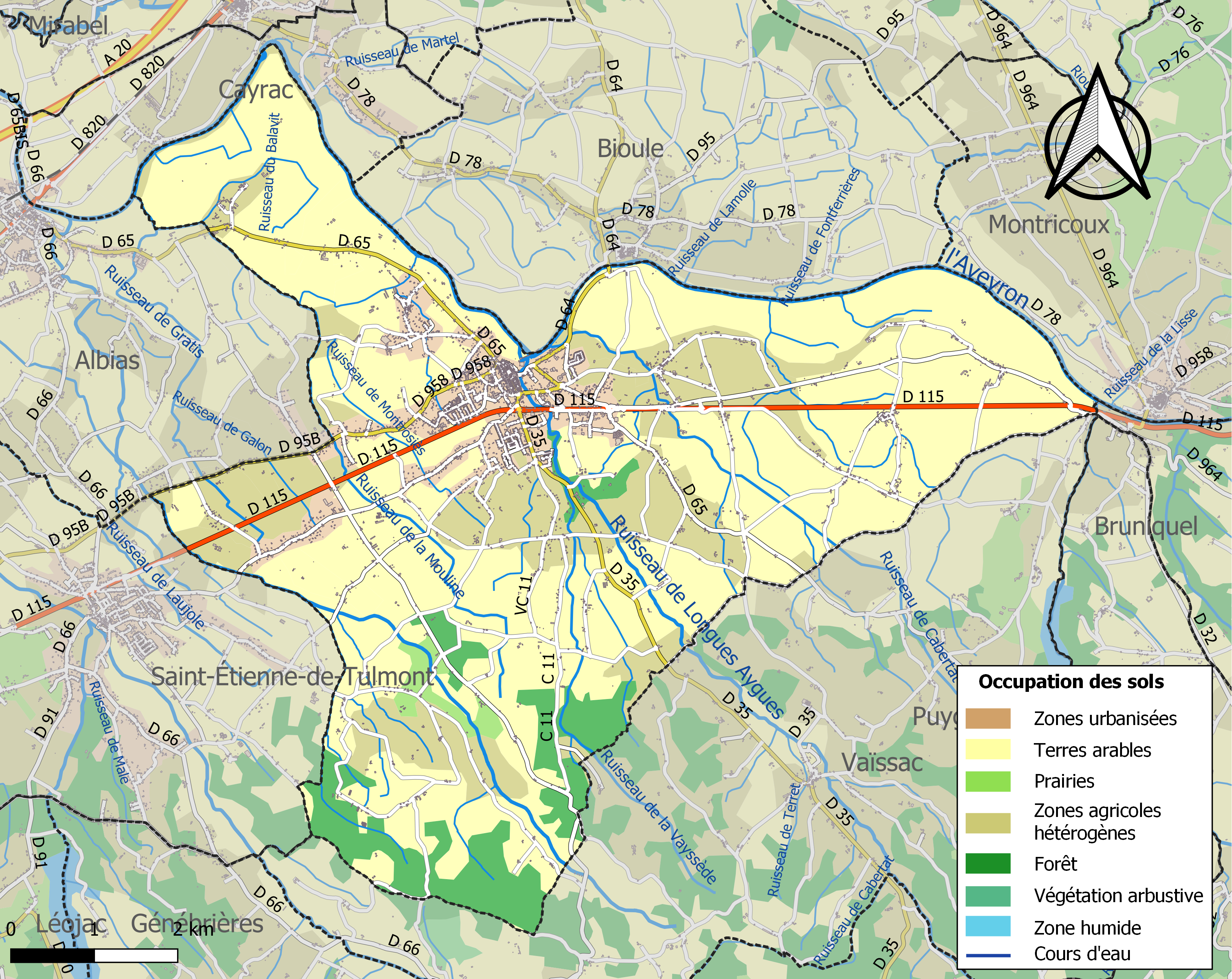

## Demografie
Onderstaande figuur toont het verloop van het inwonertal (bron: INSEE-tellingen).

## Bezienswaardigheden
- Kasteel van Nègrepelisse. De kasteelruïne werd in 1850 eigendom van de gemeente. In de jaren 2010 werd het kasteel gerestaureerd en kreeg daarna een bestemming als kunstencentrum.[4]
- Place Nationale, centraal plein met gebouwen uit de 18e eeuw met arcaden.
- Watermolen, gerestaureerd in de jaren 1980.
- Katholieke kerk Saint-Pierre-Es-Liens uit de 15e eeuw en hersteld en gerestaureerd in de 19e eeuw.
- Protestantse kerk (1870).
- Kasteel van Longues Aygues, gebouwd tussen 1902 en 1910.

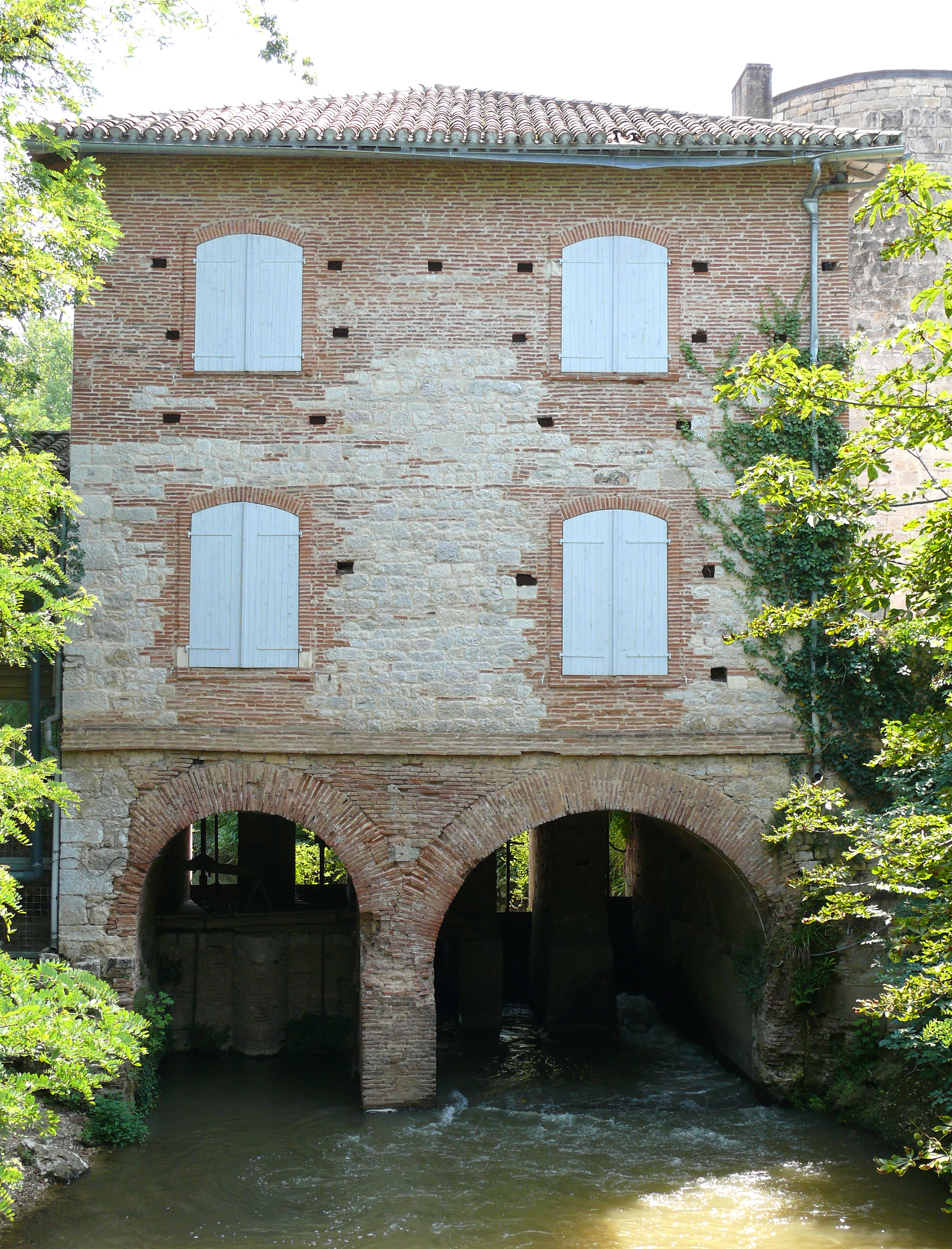
Watermolen
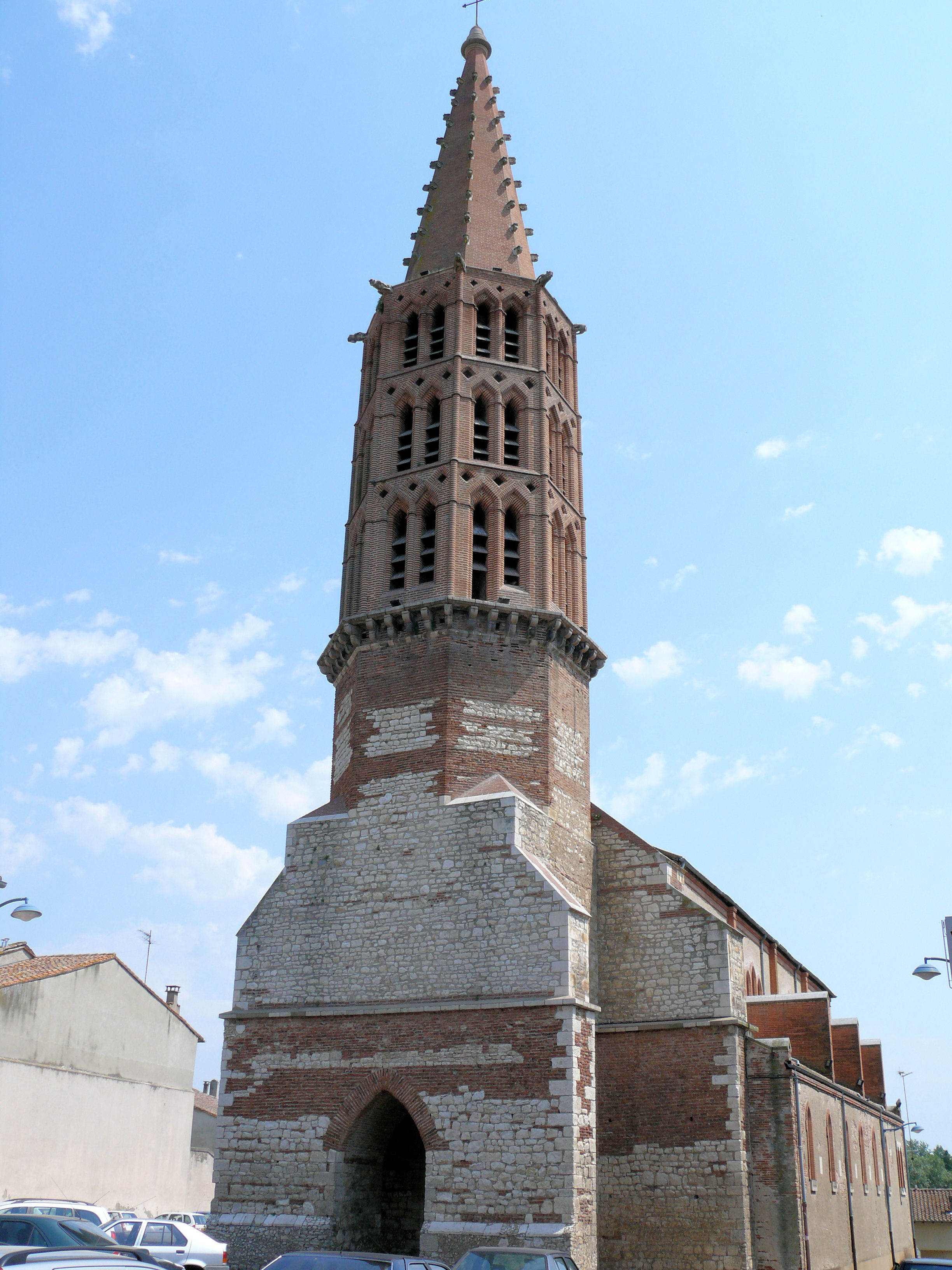
Kerk Saint-Pierre-Es-Liens
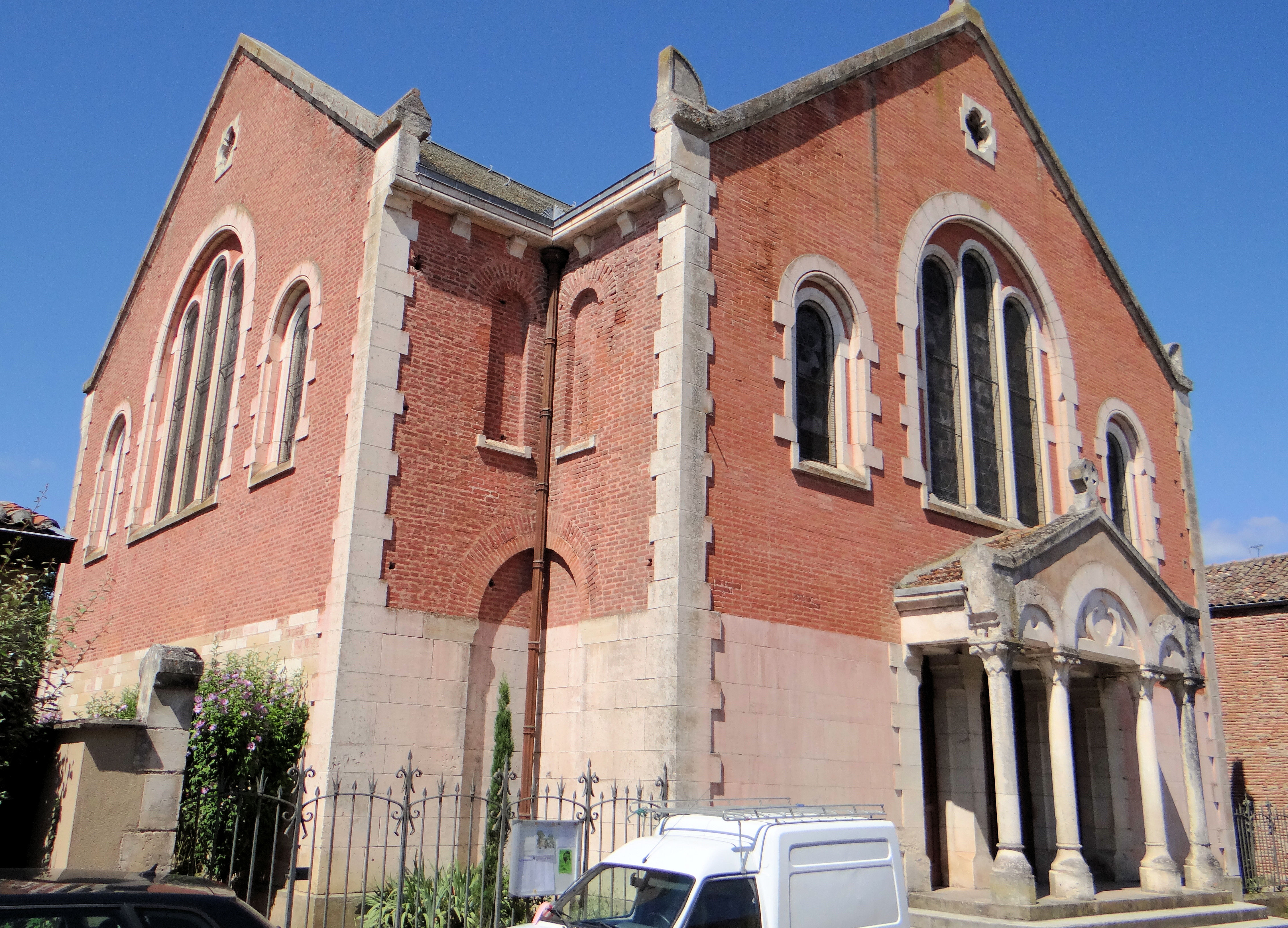
Protestantse kerk